# Frederick George Jackson

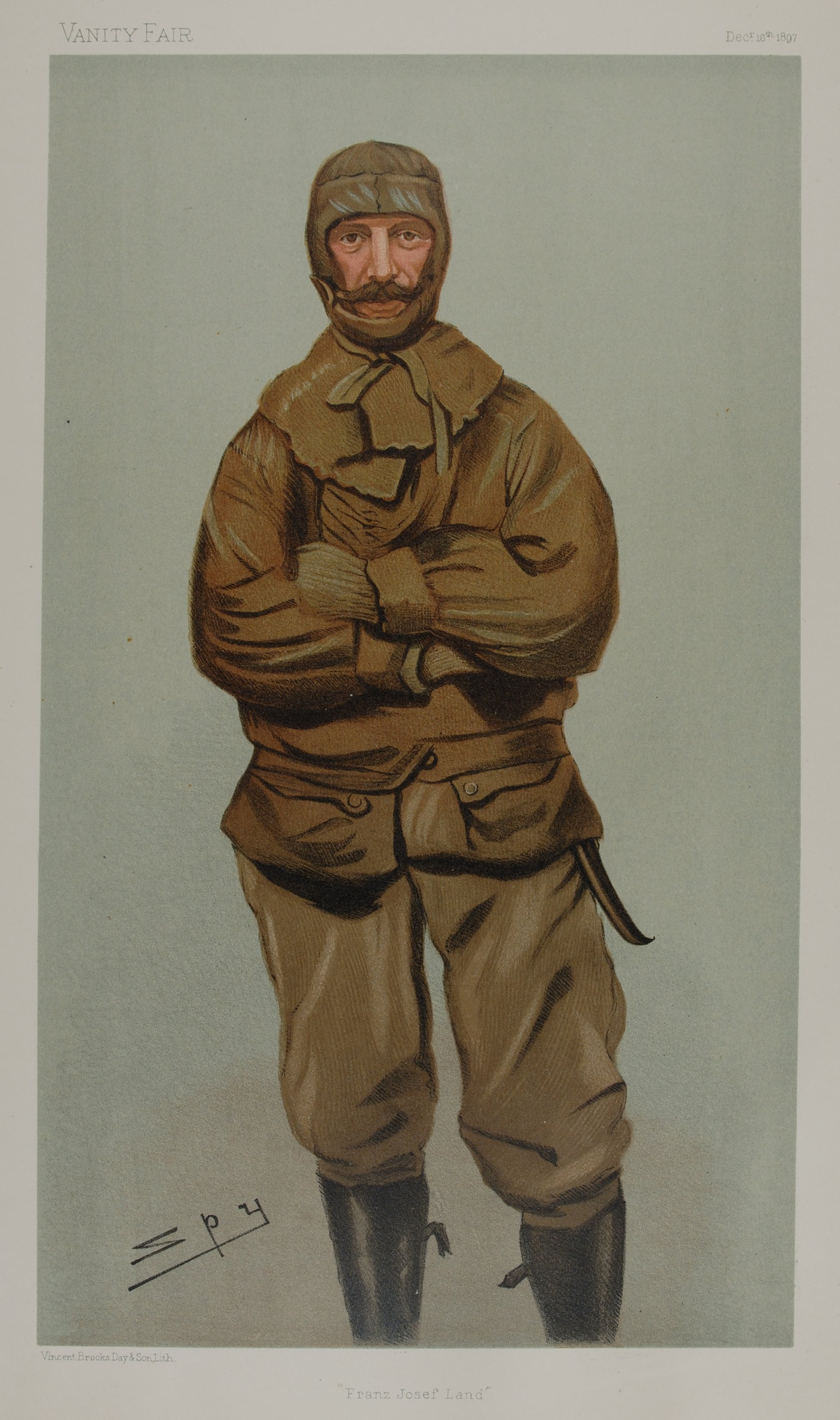
Frederick George Jackson

Frederick George Jackson (1860-1938) foi um explorador britânico do Ártico.
Estudou no Denstone College e na Universidade de Edimburgo.
A sua primeira viagem ao Ártico foi para fazer caça à baleia em 1886-1887, e em 1893 fez uma viagem em traineira de 3000 milhas através da tundra gelada da Sibéria entre o rio Ob e o rio Petchora. O seu relato desta viagem foi publicado com o título The Great Frozen Land (1895).
No regresso recebeu o comando da expedição Jackson-Harmsworth (1894-1897). Patrocinada pela Royal Geographical Society, esta expedição tinha como intuito a exploração geral da Terra de Francisco José. Em reconhecimento dos seus serviços, foi distinguido com um título de nobreza norueguesa (Saint-Olaf) em 1898, e recebeu a medalha de ouro da Société géographique de Paris em 1899. O seu relato desta viagem foi publicado com o título A Thousand Days in the Arctic (1899).
Serviu na África do Sul durante a Segunda Guerra dos Bôeres, ficando com a patente de capitão. Também participou na Primeira Guerra Mundial e chegou a major antes de sair de funções em 1917.
Também fez uma viagem atravessando o deserto de Simpson.
A ilha Jackson na Terra de Francisco José foi assim nomeada em sua homenagem.